# Jim Landis
James Henry Landis (Fresno, California, 9 de marzo de 1934-Napa, California, 7 de octubre de 2017), más conocido como Jim Landis, fue un jugador profesional estadounidense de béisbol que se desempeñó en la posición de jardinero central en las Grandes Ligas de Béisbol (MLB). Es poseedor de cinco Guantes de Oro.

## Carrera
Landis jugó como profesional ocho temporadas en Chicago White Sox (1957-1964), después pasó a por varios equipos, Kansas City Athletics (1965), Cleveland Indians (1966), Houston Astros (1967), Detroit Tigers (1967), y finalmente, se unió a Boston Red Sox, donde jugó una temporada (1967), y fue el equipo en el que se retiró.

## Premios
Fue galardonado con el Guante de Oro en cinco oportunidades (1960, 1961, 1962, 1963 y 1964).